# St. Katharinen (Wolmirstedt)

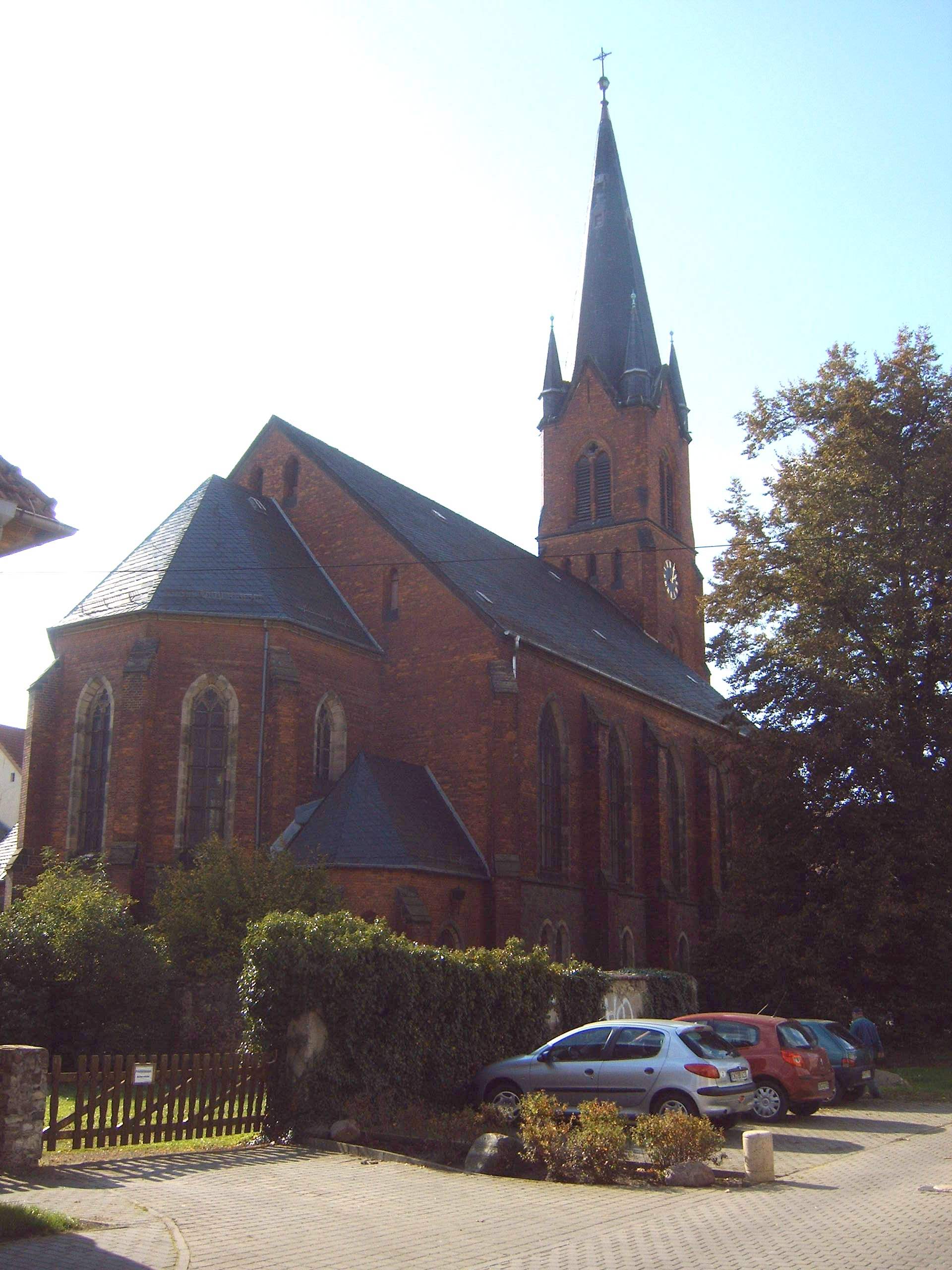
Sankt-Katharinen-Kirche

St. Katharinen ist die evangelische Stadtkirche der Stadt Wolmirstedt in Sachsen-Anhalt. Heute wird sie als evangelisches Gemeindezentrum genutzt. Es sind auch die Bezeichnungen St. Katharinen, Sankt-Katharina-Kirche sowie Stadtkirche Sankt-Katharina-und-Sankt-Pankratius gebräuchlich.

## Architektur
Die Kirche wurde in den Jahren 1876/77 nach Entwürfen des Kreisbaumeisters Schmidt im Stil der Neogotik gebaut. Als Bauführer wird Finke genannt. Die Einweihung erfolgte am 7. Dezember 1877. Zuvor hatte an dieser Stelle die zwischen 1870 und 1875 abgerissene Klosterkirche des Zisterzienserinnenklosters Wolmirstedt gestanden.
Das Langhaus der Kirche ist dreischiffig mit polygonaler Apsis. An der Westseite befindet sich der Kirchturm mit einer sehr hohen Spitze und Wichtürmchen. Als Baumaterial kam Backstein zum Einsatz. Lediglich der Sockel sowie die Einfassungen von Toren und Fenster sind in Haustein ausgeführt.

## Innenraum
Das Kruzifix über dem Altar (Lindenholz, bemalt) und die Kanzel mit Schalldeckel wurden in der Werkstatt des Holzbildhauers Gustav Kuntzsch, Wernigerode hergestellt. Am Kanzelkorb befanden sich in fünf Feldern Halbrelieffiguren von Jesus, Petrus, Paulus, Johannes und Jakobus.
Ursprünglich war das Kircheninnere mit einer auf drei Seiten umlaufenden Empore versehen.
Nach einem Brand zu Weihnachten 1973 war die Kirche nicht mehr nutzbar. Zur Rettung der Kirche erfolgte von 1976 bis 1981 der Umbau des Kircheninnenraums zum Gemeindezentrum. Es entstanden mehrere Büroräume. Die ursprüngliche Gestaltung ging so weitgehend verloren. Das zuvor vorhandene neogotische Kirchengestühl wurde 1977/78 in die Kirche St. Peter und Paul in Barleben verbracht. In der Höhe der Empore wurde eine Zwischendecke eingebracht. Auch unterhalb des ehemals offenen mit Sprengwerk ausgeführten Dachstuhls wurde eine flache Decke eingefügt.
Im Ostteil des so entstandenen Obergeschosses ist ein deutlich verkürzter Kirchenraum mit Spitzbogenarkaden und schlanken Bündelpfeilern erhalten geblieben. Im Polygon befindet sich ein Sternrippengewölbe auf Dienstvorlagen.

## Ausstattung
In der Kirche befinden sich noch einige Ausstattungsstücke der ursprünglichen Klosterkirche, so etwa ein in Form eines Kelches gestalteter spätgotischer Taufstein. Darüber hinaus sind noch mehrere Ritzgrabsteine vorhanden, wie der der 1311 verstorbenen Äbtissin Richardis von Wardenberg, der Grabstein des Otto von Irxleben (1402) und seiner Frau Sophia (1415). Weiterhin findet sich dort auch ein Sandstein-Epitaph von 1385 für Otto von Irxleben und seine Frau. Auf einem Relief werden beide in der Tracht ihrer Zeit unter einem Kruzifix kniend mit Schriftbändern gezeigt.
Im Stil der Neoromanik ist das Kruzifix erhalten geblieben; von der Kanzel existieren nur noch die Halbrelieffiguren, die bisher nicht in die veränderte Kirchengestaltung aufgenommen worden sind.